# Округ Линколн (Северна Каролина)
Округ Линколн (енгл. Lincoln County) је округ у америчкој савезној држави Северна Каролина.

## Демографија
По попису из 2010. године број становника је 78.265, што је 14.485 (22,7%) становника више него 2000. године.
| Група             | 2000.          | 2010.          |
| Белци             | 55.290 (86,7%) | 67.139 (85,8%) |
| Афроамериканци    | 4.108 (6,4%)   | 4.340 (5,5%)   |
| Азијати           | 196 (0,3%)     | 421 (0,5%)     |
| Хиспаноамериканци | 3.656 (5,7%)   | 5.238 (6,7%)   |
| Укупно            | 63.780         | 78.265         |